# ステパニ公
ステパニ公（ロシア語: Князь Степаньский）はステパニ公国の君主の称号である（「公」は「クニャージ」からの訳出による）。公位・公国の名は、その中心都市だったステパニによる。公と公国に関する史料はきわめて少なく、不明な点が多い。

## ステパニ公の一覧
ロスチスラフ - 在位：1220年代
おそらく父称はグレボヴィチとみなされている。一方、ピンスク公ロスチスラフ・スヴャトポルコヴィチと同一人物とみなす説もある。
グレプ・ロスチスラヴィチ - 在位：? - ?
上記のロスチスラフの子とみなされているが、アレクサンドロヴィチ（アレクサンドル・グレボヴィチの子）という説もある。
イヴァン・グレボヴィチ - 在位：? - 1289年/1290年
上記のグレプの子。
ウラジーミル・イヴァノヴィチ - 在位：1289年/1290年 - ?
上記のイヴァンの子。『イパーチー年代記』に、イヴァンが死にその子のウラジーミルが後を継いだことが記されている（この間不明）
セミョーン - 在位：? - 1387年 - ?
上記のウラジーミルの孫とする説、ナリマンタスの孫とする説がある。